# Tweede Kamerverkiezingen in het kiesdistrict Brielle (1869-1918)

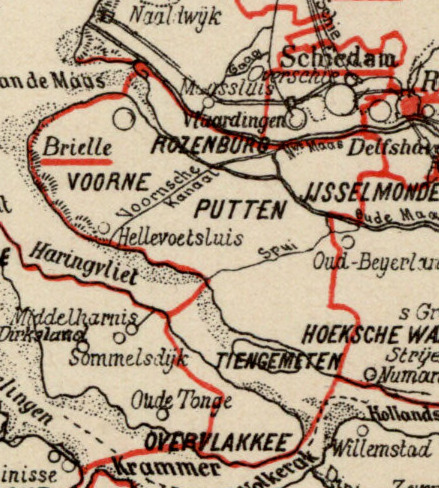
Kiesdistrict Brielle (1888)

Tweede Kamerverkiezingen in het kiesdistrict Brielle (1869-1918) geeft een overzicht van verkiezingen voor de Nederlandse Tweede Kamer in het kiesdistrict Brielle in de periode 1869-1918.
Het kiesdistrict Brielle was eerder ingesteld geweest in de periode 1848-1850. Het kiesdistrict werd opnieuw ingesteld na een wijziging van de Kieswet in 1869. Tot het kiesdistrict behoorden vanaf dat moment de volgende gemeenten: Abbenbroek, Brielle, Charlois, Geervliet, Goudswaard, Heenvliet, Hekelingen, Hellevoetsluis, Hoogvliet, Katendrecht, Nieuw-Beijerland, Nieuw-Helvoet, Nieuwenhoorn, Oostvoorne, Oud-Beijerland, Oudenhoorn, Pernis, Piershil, Poortugaal, Rhoon, Rockanje, Rozenburg, Spijkenisse, Vierpolders, Zuidland en Zwartewaal.
In 1888 werd de indeling van het kiesdistrict gewijzigd. De gemeenten Oud-Beijerland en Rhoon werden toegevoegd aan het kiesdistrict Ridderkerk en de gemeente Charlois aan het kiesdistrict Rotterdam. Tevens werd een gedeelte van de kiesdistricten Dordrecht (de gemeente Zuid-Beijerland) en Zierikzee (de gemeenten Den Bommel, Ooltgensplaat en Stad aan 't Haringvliet) toegevoegd aan het kiesdistrict Brielle.
Het kiesdistrict Brielle was in dit tijdvak een enkelvoudig kiesdistrict: het vaardigde per zittingsperiode één lid af naar de Tweede Kamer. 
Legenda
- cursief: in de eerste verkiezingsronde geëindigd op de eerste of tweede plaats, en geplaatst voor de tweede ronde;
- vet: gekozen als lid van de Tweede Kamer.

## 8 juni 1869
De verkiezingen werden gehouden vanwege de instelling van het kiesdistrict.
|                         | 8 juni |
| ----------------------- | ------ |
| Kiesgerechtigden        | 1.125  |
| Opkomst                 | 854    |
| Geldige stemmen         | 852    |
| Blanco stemmen          | 3      |
| Kandidaten              |        |
| K.A. Rombach            | 567    |
| W. Wintgens             | 255    |
| M.M. van Asch van Wijck | 25     |

## 13 juni 1871
De verkiezingen werden gehouden vanwege de afloop van de zittingstermijn van het gekozen lid. 
|                          | 13 juni |
| ------------------------ | ------- |
| Kiesgerechtigden         | 1.182   |
| Opkomst                  | 639     |
| Geldige stemmen          | 626     |
| Blanco stemmen           | 14      |
| Kandidaten               |         |
| K.A. Rombach             | 533     |
| A. Kuyper                | 33      |
| M. Bichon van Ysselmonde | 20      |
| J.W. Gefken              | 13      |

## 8 juni 1875
De verkiezingen werden gehouden vanwege de afloop van de zittingstermijn van het gekozen lid. 
|                  | 8 juni |
| ---------------- | ------ |
| Kiesgerechtigden | 1.277  |
| Opkomst          | 847    |
| Geldige stemmen  | 842    |
| Blanco stemmen   | 4      |
| Kandidaten       |        |
| K.A. Rombach     | 597    |
| A. Kuyper        | 189    |
| G.F. Lette       | 43     |

## 10 juni 1879
De verkiezingen werden gehouden vanwege de afloop van de zittingstermijn van het gekozen lid. 
|                  | 10 juni |
| ---------------- | ------- |
| Kiesgerechtigden | 1.245   |
| Opkomst          | 540     |
| Geldige stemmen  | 526     |
| Blanco stemmen   | 14      |
| Kandidaten       |         |
| K.A. Rombach     | 419     |
| J. Wolbers       | 92      |

## 12 juni 1883
De verkiezingen werden gehouden vanwege de afloop van de zittingstermijn van het gekozen lid. 
|                         | 12 juni |
| ----------------------- | ------- |
| Kiesgerechtigden        | 1.344   |
| Opkomst                 | 1.175   |
| Geldige stemmen         | 1.171   |
| Blanco stemmen          | 3       |
| Kandidaten              |         |
| K.A. Rombach            | 687     |
| A.F. de Savornin Lohman | 478     |

## 28 oktober 1884
De verkiezingen werden gehouden na vervroegde ontbinding van de Tweede Kamer.
|                         | 28 oktober | 11 november |
| ----------------------- | ---------- | ----------- |
| Kiesgerechtigden        | 1.333      | 1.333       |
| Opkomst                 | 1.076      | 1.088       |
| Geldige stemmen         | 1.072      | 1.078       |
| Blanco stemmen          | 3          | 6           |
| Kandidaten              |            |             |
| G.J. Goekoop            | 517        | 666         |
| A.F. de Savornin Lohman | 353        | 412         |
| K.A. Rombach            | 201        |             |

## 15 juni 1886
De verkiezingen werden gehouden na vervroegde ontbinding van de Tweede Kamer.
|                  | 15 juni |
| ---------------- | ------- |
| Kiesgerechtigden | 1.389   |
| Opkomst          | 1.139   |
| Geldige stemmen  | 1.132   |
| Blanco stemmen   | 4       |
| Kandidaten       |         |
| G.J. Goekoop     | 737     |
| T. Heemskerk     | 390     |

## 1 september 1887
De verkiezingen werden gehouden na vervroegde ontbinding van de Tweede Kamer.
|                  | 1 september |
| ---------------- | ----------- |
| Kiesgerechtigden | 1.369       |
| Opkomst          | 676         |
| Geldige stemmen  | 667         |
| Blanco stemmen   | 7           |
| Kandidaten       |             |
| G.J. Goekoop     | 626         |
| T. Heemskerk     | 20          |

## 6 maart 1888
De verkiezingen werden gehouden na vervroegde ontbinding van de Tweede Kamer.
|                  | 6 maart |
| ---------------- | ------- |
| Kiesgerechtigden | 3.423   |
| Opkomst          | 3.050   |
| Geldige stemmen  | 3.026   |
| Blanco stemmen   | 19      |
| Kandidaten       |         |
| G.J. Goekoop     | 1.629   |
| T. Heemskerk     | 1.381   |

## 9 juni 1891
De verkiezingen werden gehouden na ontbinding van de Tweede Kamer.
|                  | 9 juni |
| ---------------- | ------ |
| Kiesgerechtigden | 3.206  |
| Opkomst          | 2.464  |
| Geldige stemmen  | 2.446  |
| Blanco stemmen   | 12     |
| Kandidaten       |        |
| G.J. Goekoop     | 1.415  |
| H. Seret         | 1.027  |

## 10 april 1894
De verkiezingen werden gehouden na vervroegde ontbinding van de Tweede Kamer.
|                     | 10 april | 24 april |
| ------------------- | -------- | -------- |
| Kiesgerechtigden    | 3.269    | 3.269    |
| Opkomst             | 2.245    | 2.600    |
| Geldige stemmen     | 2.232    | 2.585    |
| Blanco stemmen      | 11       | 11       |
| Kandidaten          |          |          |
| G.J. Goekoop        | 1.040    | 1.362    |
| H. Seret            | 877      | 1.223    |
| J.A. van Gilse      | 165      |          |
| W.J.G. van der Veur | 137      |          |

## 15 juni 1897
De verkiezingen werden gehouden na ontbinding van de Tweede Kamer.
|                                | 15 juni |
| ------------------------------ | ------- |
| Kiesgerechtigden               | 5.308   |
| Opkomst                        | 4.370   |
| Geldige stemmen                | 4.265   |
| Blanco stemmen                 | 105     |
| Kandidaten                     |         |
| G.J. Goekoop                   | 2.277   |
| A.P. Staalman                  | 1.646   |
| A.D. van Assendelft de Coningh | 142     |

## 14 juni 1901
De verkiezingen werden gehouden na ontbinding van de Tweede Kamer.
|                  | 14 juni | 27 juni |
| ---------------- | ------- | ------- |
| Kiesgerechtigden | 5.505   | 5.505   |
| Opkomst          | 4.558   | 4.878   |
| Geldige stemmen  | 4.510   | 4.832   |
| Blanco stemmen   | 48      | 46      |
| Kandidaten       |         |         |
| G.J. Goekoop     | 1.979   | 2.446   |
| H.C. Vegtel      | 1.936   | 2.386   |
| L.M. Hermans     | 595     |         |

## 26 januari 1905
Gerardus Goekoop, gekozen bij de verkiezingen van 14 en 27 juni 1901, trad op 20 december 1904 af vanwege zijn benoeming als lid van de Algemene Rekenkamer. Om in de ontstane vacature te voorzien werd een tussentijdse verkiezing gehouden.
|                  | 26 januari | 3 februari |
| ---------------- | ---------- | ---------- |
| Kiesgerechtigden | 7.467      | 7.467      |
| Opkomst          | 5.143      | 5.385      |
| Geldige stemmen  | 5.061      | 5.355      |
| Blanco stemmen   | 82         | 30         |
| Kandidaten       |            |            |
| A. Roodhuyzen    | 2.518      | 2.915      |
| H.C. Vegtel      | 2.255      | 2.440      |
| L.M. Hermans     | 288        |            |

## 16 juni 1905
De verkiezingen werden gehouden na ontbinding van de Tweede Kamer.
|                  | 16 juni |
| ---------------- | ------- |
| Kiesgerechtigden | 7.467   |
| Opkomst          | 6.696   |
| Geldige stemmen  | 6.632   |
| Blanco stemmen   | 64      |
| Kandidaten       |         |
| A. Roodhuyzen    | 3.477   |
| Æ. Mackay        | 2.678   |
| P.J. Troelstra   | 477     |

## 11 juni 1909
De verkiezingen werden gehouden na ontbinding van de Tweede Kamer.
|                  | 11 juni | 23 juni |
| ---------------- | ------- | ------- |
| Kiesgerechtigden | 7.687   | 7.467   |
| Opkomst          | 6.272   | 5.385   |
| Geldige stemmen  | 6.171   | 5.355   |
| Blanco stemmen   | 101     | 30      |
| Kandidaten       |         |         |
| A. Roodhuyzen    | 3.053   | 2.915   |
| H.C. Vegtel      | 2.632   | 2.440   |
| N. van Hinte     | 486     |         |

## 17 juni 1913
De verkiezingen werden gehouden na ontbinding van de Tweede Kamer.
|                  | 17 juni | 25 juni |
| ---------------- | ------- | ------- |
| Kiesgerechtigden | 8.519   | 8.519   |
| Opkomst          | 7.338   | 6.920   |
| Geldige stemmen  | 7.280   | 6.875   |
| Blanco stemmen   | 58      | 45      |
| Kandidaten       |         |         |
| A. Roodhuyzen    | 3.047   | 4.278   |
| A. Colijn        | 2.574   | 2.597   |
| A.W. Heijkoop    | 1.659   |         |

## 15 juni 1917
De verkiezingen werden gehouden na ontbinding van de Tweede Kamer.
|                  | 15 juni |
| ---------------- | ------- |
| Kiesgerechtigden | 8.938   |
| Opkomst          | 3.903   |
| Geldige stemmen  | 3.791   |
| Blanco stemmen   | 112     |
| Kandidaten       |         |
| A. Roodhuyzen    | 2.835   |
| A. Braat         | 956     |

## Opheffing
De verkiezing van 1917 was de laatste verkiezing voor het kiesdistrict Brielle. In 1918 werd voor verkiezingen voor de Tweede Kamer overgegaan op een systeem van evenredige vertegenwoordiging met kandidatenlijsten van politieke partijen.